# Karim Ghazi
Karim Ghazi (Algiers, 6 januari 1979) is een Algerijns voetballer die sinds de zomer van 2011 uitkomt voor MC Alger. 
Hij speelde daarvoor 2 keer bij stadsgenoot USM Alger en hij waagde zich ook ooit één seizoen aan een buitenlands avontuur bij het Tunesische Espérance Sportive de Tunis.

## Spelerscarrière
| Seizoen   | Club                        | Land     | Competitie                    | Wed. | Goals |
| --------- | --------------------------- | -------- | ----------------------------- | ---- | ----- |
| 1995-2004 | USM Alger                   | Algerije | Algerian Championnat National | 104  | 5     |
| 2004-2005 | Espérance Sportive de Tunis | Tunesië  | Nationale A (Tunesië)         | 10   | 0     |
| 2005-2011 | USM Alger                   | Algerije | Algerian Championnat National | 93   | 7     |
| 2011-...  | MC Alger                    | Algerije | Algerian Championnat National | 10   | 0     |
|           |                             |          | Totaal                        | 218  | 12    |